# Mariage et Conséquences (film)
Pour plus de détails, voir Fiche technique et Distribution.
Mariage et Conséquences (Jump Tomorrow) est un film britannique et américain réalisé par Joel Hopkins et sorti en 2001.
C'est un remake de son court métrage Jorge sorti en 1998.

## Synopsis
George, un africain timide, rencontre Alicia, une jeune femme espagnole, et en tombe amoureux, alors qu'il s'était engagé à épouser une amie d'enfance dans son pays d'origine.

## Fiche technique
- Titre original : Jump Tomorrow
- Réalisation : Joel Hopkins
- Scénario : Iain Tibbles et Joel Hopkins d'après sa nouvelle
- Photographie : Patrick Cady
- Musique : John Kimbrough
- Montage : Susan Littenberg
- Durée : 97 minutes
- Dates de sortie: 
  - 19 janvier 2001 (Festival Sundance)
  - 13 juillet 2001 ( États-Unis
  - 9 novembre 2001 ( Royaume-Uni)
  - 11 août 2004 ( France)

## Distribution
- Tunde Adebimpe : George Abiola
- Raul A. Reyes
- Alan Gryfe
- Amy Sedaris
- Arthur Anderson
- Leisa Heintzelman
- Isiah Whitlock Jr. : oncle de George
- Natalia Verbeke : Alicia
- Hippolyte Girardot : Gérard
- Murielle Arden : Claudette Chadoutard
- Carole Bayeux:Lexus

- James Wilby : Nathan
- Kaili Vernoff : Heather Leather

## Critiques
Pour Télérama, « la mise en scène très graphique flirte avec la BD sixties ».

## Nominations et récompenses
- British Academy Film Award du meilleur nouveau scénariste, réalisateur ou producteur britannique pour Joel Hopkins